# Бирманчевич, Велько
Ве́лько Бирма́нчевич (серб. Вељко Бирманчевић; род. 5 марта 1998, Шабац) — сербский футболист, полузащитник пражской «Спарты» и сборной Сербии. Участник чемпионата Европы 2024.

## Клубная карьера
Бирмачевич — воспитанник клуба «Партизан». 21 февраля 2016 года в матче против ОФК он дебютировал в чемпионат Сербии. В этом же сезоне Берманчевич стал обладателем Кубка Сербии. В том же году для получения игровой практики Велько на правах аренды выступал за клуб «Телеоптик». В начале 2018 года Бирмачевич был арендован «Радом». 24 февраля в матче против «Бачка-Паланка» он дебютировал за новую команду. 21 апреля в поединке против «Радника» Велько забил свой первый гол за «Рад». Летом того же года Бирманчевич на правах аренды присоединился к клубу «Чукарички». 21 июля в матче против «Земуна» он дебютировал за новую команду. По окончании аренды клуб выкупил трансфер футболиста. 30 ноября в поединке против «Радника» Велько забил свой первый гол за «Чукарички».
В начале 2021 года Бирманчевич перешёл в шведский «Мальмё». Сумма трансфера составила 1 млн евро. 25 апреля в матче против «Эстерсунда» он дебютировал в Аллсвенскан. 9 мая в поединке против «Варберга» Велько забил свой первый гол за «Мальмё».

## Международная карьера
25 января 2021 года в товарищеском матче против сборной Доминиканской Республики Бирмачевич дебютировал за сборную Сербии.

## Достижения
Командные
 «Партизан»
- Обладатель Кубка Сербии — 2015/2016